# Cabana de regadiu a Claravalls
Cabana de regadiu a Claravalls és una obra de Tàrrega (Urgell) protegida com a Bé Cultural d'Interès Local.

## Descripció
Cabana de regadiu orientada a l'est i situada a la dreta del canal d'Urgell, a prop de la partida de les Molleres. Es tracta d'una construcció de pedra seca, de petites dimensions, planta quadrangular, planta baixa i pis i coberta de teula àrab de dos aiguavessos amb carener paral·lel a la façana principal. La porta d'accés, situada en un extrem de la planta baixa, és d'arc pla, té brancals arrebossats amb morter de calç barrejat amb terra, una llinda de fusta i un arc de descàrrega a la part superior. Al primer pis s'obre una petita finestra rectangular amb una triple llinda de fusta.
El parament de la construcció està fet amb blocs de pedra calcària de dimensions mitjanes falcats amb pedra petita. S'emprà poca terra com a lligam. Les cantonades estan reforçades per blocs de pedra més grans; una d'elles presenta la inscripció "1940".